# Panchimalco
Panchimalco è un comune del dipartimento di San Salvador, in El Salvador.

## Altri progetti

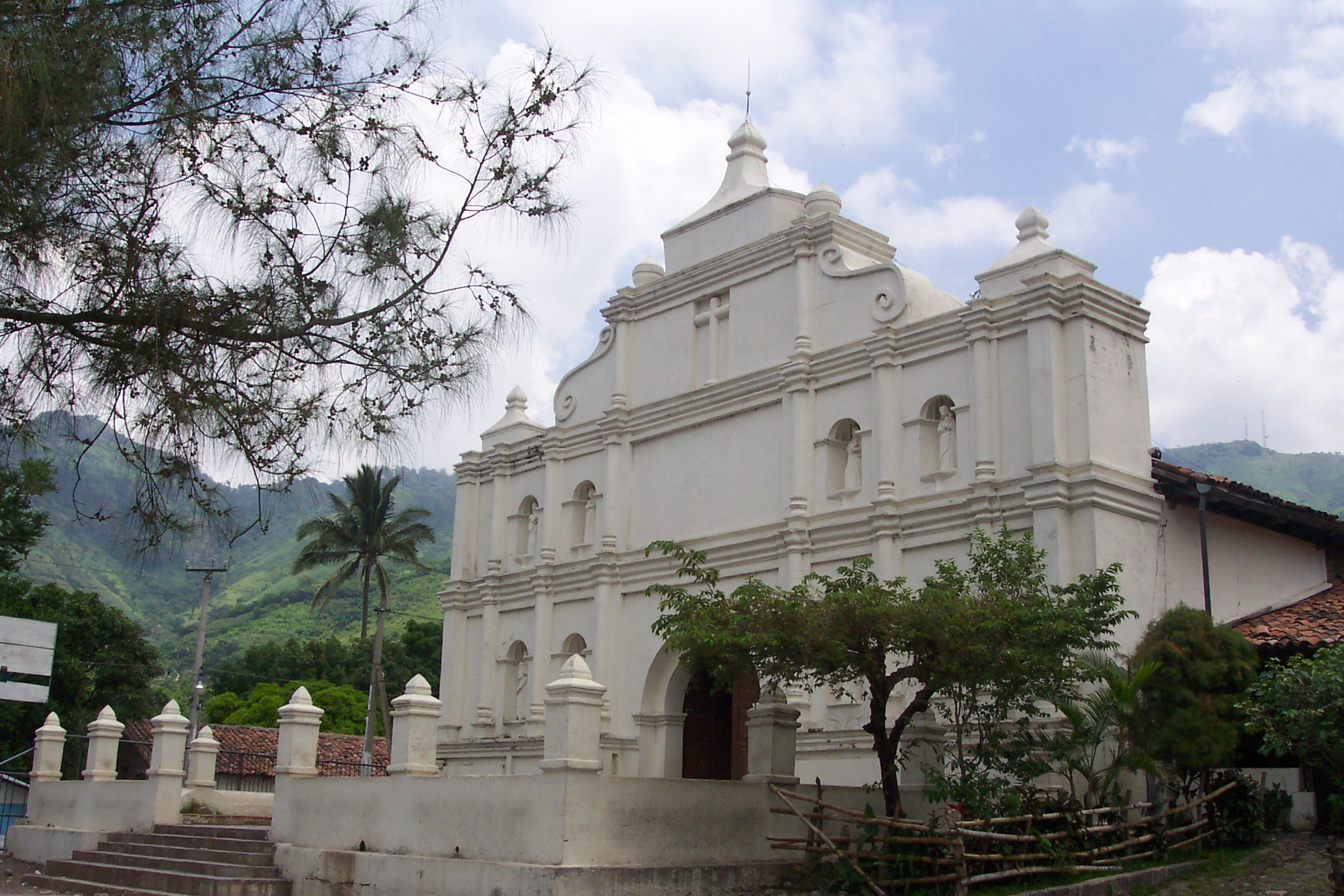
Chiesa coloniale di Panchimalco